# 木野親則
木野 親則（きの ちかのり）は、戦国時代の武将。菊池氏の重臣。菊池氏20代当主・菊池為邦は伯父。

## 生涯
肥後国の守護大名・菊池氏19代当主・菊池持朝の子である木野相直の子として誕生。菊池氏歴代当主に仕える一方で、菊池氏一門でありながらも近隣の大友親治とも関わりを深め、偏諱を受け親則を名乗った。また、親則の娘は親治に嫁いで、その嫡子・義長を産んでいる。
この頃の菊池氏は衰退の一途を辿り、当主の交代も激しかった。永正8年（1511年）、24代当主・菊池武経（阿蘇惟長）が実家に戻ると、空白になりかけた菊池氏当主の後継者として、隈部・長野・内古閑（内空閑）氏ら三名の重臣によって推戴された、菊池氏支流の詫摩氏の武包が家督を継ぐことになったが、これに従うものは家中の一部に過ぎなかった。
親則を始めとする大友氏の息のかかった家臣らは、大友義長の子、親則の曾孫にあたる菊法師丸を菊池氏に入嗣させようと画策し、永正17年（1520年）、菊法師丸が元服して大友重治と名乗ると、武包を追放して、重治を隈府城に迎え入れた。
外曽祖父である親則は、菊池義宗と名乗るようになった大友重治の家老となったが、重治は酒を嗜み、国事を務めず、家政を顧みなかった。親則は主君の暴戻な振る舞いを正すために厳しく諫言を行ったが、それを疎んだ重治によって手討ちにされて殺害された。